# Ubuntu Mobile
Ubuntu Mobile é uma distribuição de Ubuntu, planeada para ser executada na plataforma Intel Mobile Internet Device, que vão ser computadores portáteis x86 com o processador Intel Atom.
A interface gráfica, Hildon, será baseada no GNOME.